# Caterina Manzoni
Caterina Manzoni (Padova, 1745 – ...) è stata un'attrice teatrale italiana.
Recitò dal 1766 a Livorno e dal 1768 al 1774, anno del suo precoce ritiro, a Venezia.